# La Maison du whisky
Pour les articles homonymes, voir Whisky (homonymie).
La Maison du Whisky (LMDW), créée en 1956 sous le nom de SNPA (Société Nouvelle de Produits alimentaires), est une entreprise française de distribution de spiritueux, spécialisée dans le whisky, le rhum et les alcools premium.

## Historique
L'entreprise est créée en 1956 par les trois frères Simon, Félix et Georges Bénitah. Elle importe dans les années 1960, les premiers single malts en France qu'elle distribue auprès des cavistes, bars, hôtels et restaurants. Elle ouvre à partir de 1961 son premier point de vente à destination des particuliers Rue Saint-Didier dans le XVIe arrondissement de Paris. En 1968, la boutique est transférée dans le quartier de la Madeleine, au 20 rue d’Anjou. D’autres boutiques seront créées par la suite à Paris.
Dans les années 1970, La Maison du Whisky devient le premier distributeur en France de nombreuses marques de whisky, dont Lagavulin et Springbank, puis de bourbons et de irish whiskeys dans les années 1990, puis de whiskies japonais à partir de 1993 : le blend Hibiki du groupe Suntory, puis les bouteilles du groupe Nikka à partir de 2002. Elle commercialise par la suite des whiskies en provenance d'autre pays (Suède, Italie, Inde, Australie) et des distilleries françaises. En parallèle, la société élargit son catalogue avec les autres catégories de spiritueux : rhum, gin, tequila, vodka, cognac, armagnac. L'entreprise fournit également les enseignes de la grande distribution depuis la fin des années 1990.
En 1995, Thierry Bénitah, fils du fondateur Georges Bénitah, devient dirigeant de la société. En 1997, l'entreprise lance whisky.fr, le premier site internet français de vente en ligne de whisky.
La Maison du Whisky organise en 2004 une première édition du salon Whisky Live Paris. En 2023, ce salon rassemble 200 exposants.
En 2017, l'entreprise embouteille et distribue du rhum en joint venture avec la société italienne Velier. Les deux entreprises fondent également en 2019 la distillerie de Port-au-Prince, en Haïti, productrice des rhums Providence. En 2020, La Maison du Whisky lance Fine Spirits Auction (FSA) avec le site de vente aux enchères de vins iDealwine.

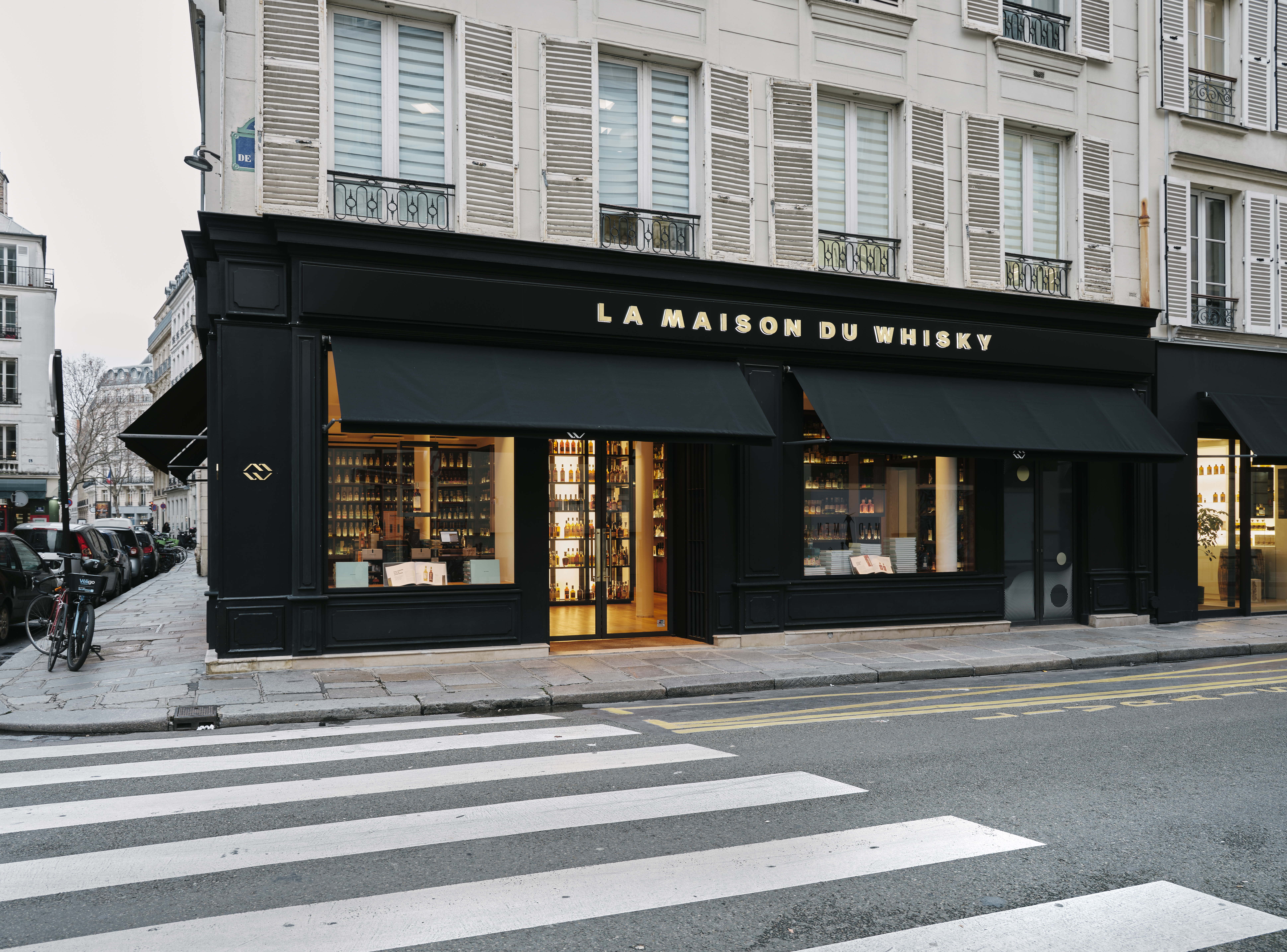
La boutique La Maison du Whisky Anjou (Crédit : Christophe Meireis - 2022)

## Organisation et structure
L'entreprise compte 200 salariés en 2019, dont une vingtaine employés par une filiale à Singapour. Elle dispose de trois boutiques, d'un bar et d'un restaurant à Paris, ainsi qu’un bar et une boutique à Singapour.[réf. souhaitée]
Elle réalise en 2020 un chiffre d'affaires de 110 millions d'euros.

## Publications
- Le petit guide de l’amateur de whisky, La Maison du Whisky, 2009, Flammarion.
- Whisky, l’indispensable, La Maison du Whisky, 2009, Flammarion.
- Guide de l’expert Whisky, La Maison du Whisky, 2015, Flammarion.
- Guide de l’expert Cocktails, La Maison du Whisky, 2015, Flammarion.
- Whisky cellar book, La Maison du Whisky, 2017, Flammarion.
- Guide de l’expert Rhum, La Maison du Whisky, 2018, Flammarion.
- Le nuancier des alcools, Didier Ghorbanzadeh, La Maison du Whisky, 2019, Flammarion.
- Une brève mais intense histoire du whisky français, Matthieu Acar, La Maison du Whisky, 2023, Flammarion[8].

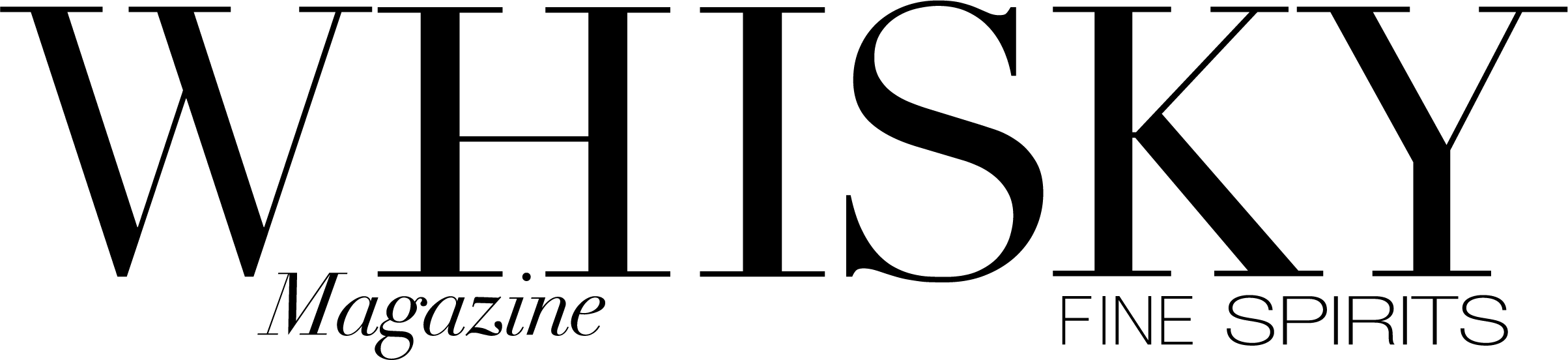
Logo du journal Whisky Magazine.

- Whisky Magazine & Fine Spirits : magazine trimestriel français édité depuis 2004 par Figures de Still, société filiale de La Maison du Whisky. La direction de la publication est assurée par Thierry Bénitah, PDG de La Maison du Whisky. Version francophone du Whisky Magazine britannique créé en 1998, ce magazine est consacré au whisky en particulier et aux spiritueux en général.